# Vladimir Urutchev
Vladimir Urutchev, né le 1er octobre 1954, est un homme politique bulgare.